# Ferrari Dino 196 S
Pour les articles homonymes, voir Ferrari, Dino et 196.
La Ferrari Dino 196 S ou Dino 196 S (Ferrari Dino 1,9 L de cylindrée 6 cylindres sport) est une voiture de course sport-prototype du constructeur automobile italien Ferrari, produite en 1958 à environ 4 exemplaires, avec le premier moteur V6 Dino-Ferrari emblématique de la marque (version V6 des Ferrari 250 Testa Rossa à moteur V12 Colombo de 1957).

## Historique
Après avoir intégré la Scuderia Lancia à la Scuderia Ferrari en 1955, et remporté le Championnat du monde de Formule 1 1956 avec Juan Manuel Fangio, sur Ferrari D50 (ou Lancia D50) à moteur V8, Enzo Ferrari recrute Vittorio Jano (concepteur du premier moteur V6 du monde de Lancia Aurelia de 1950) pour concevoir son moteur V6 Dino-Ferrari de Formule 1 et de Formule 2 (version V6 des Ferrari 250 Testa Rossa à moteur V12 Colombo de 1957) successeur de ses Ferrari Monza sport-prototype à moteurs 4 cylindres.

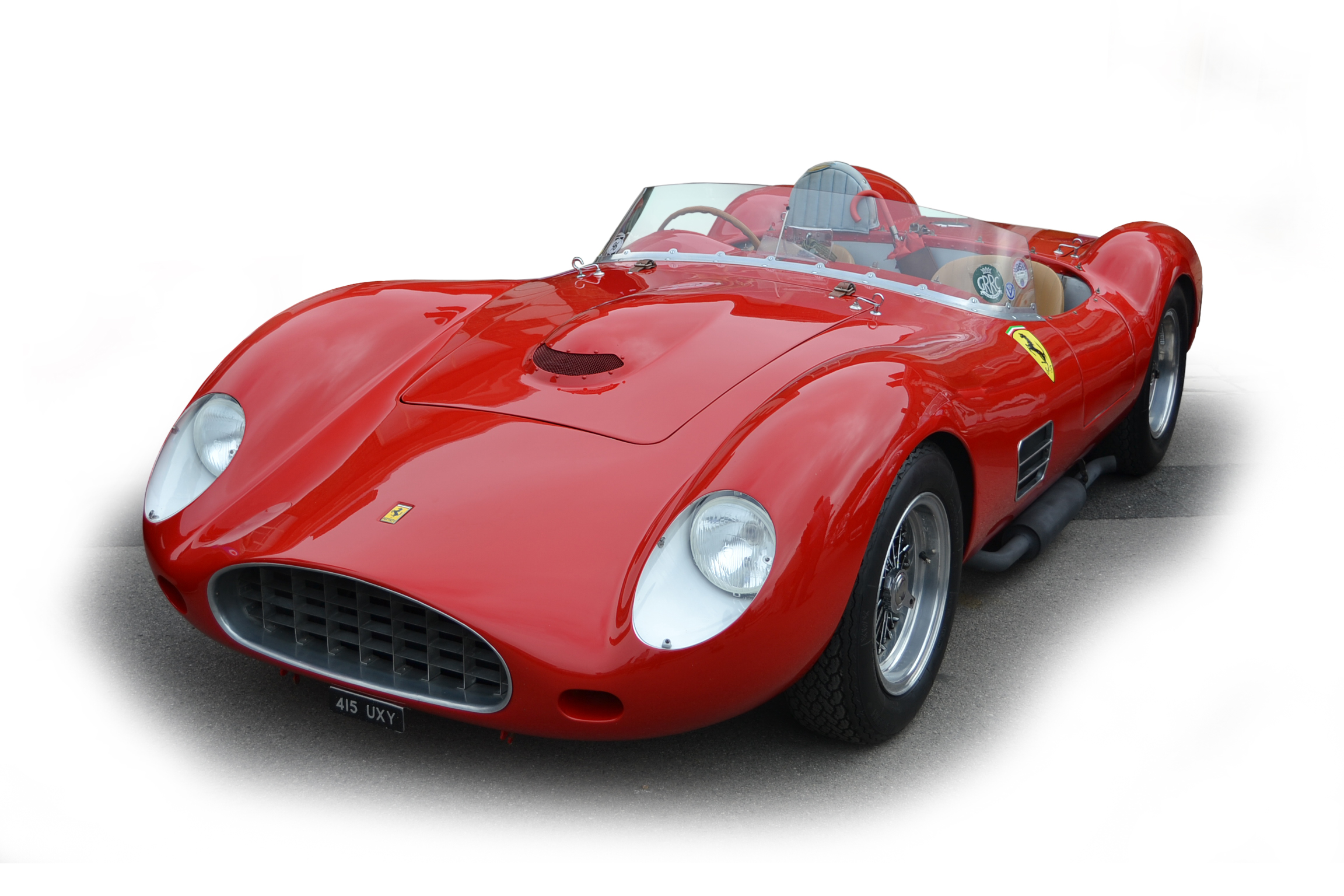
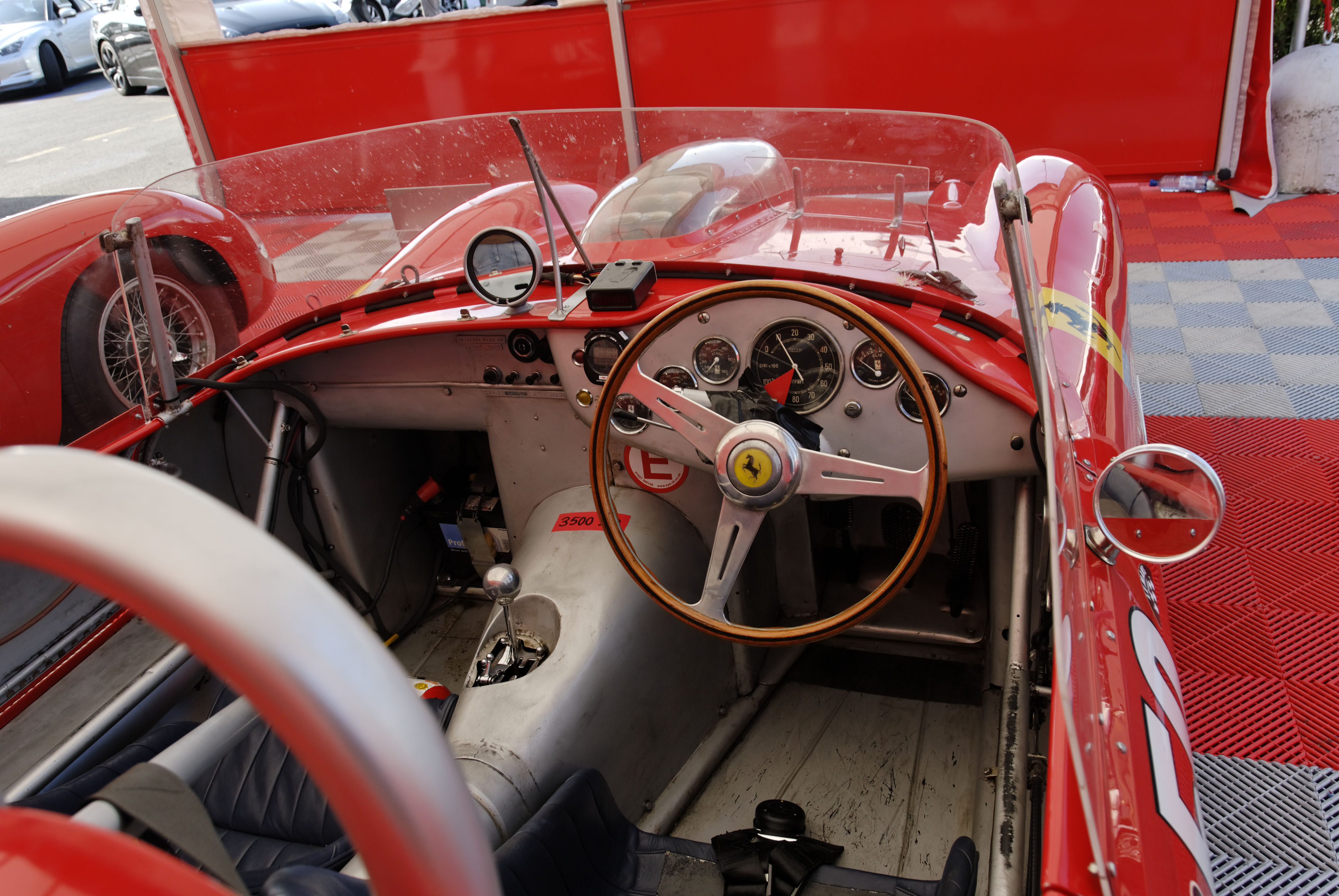
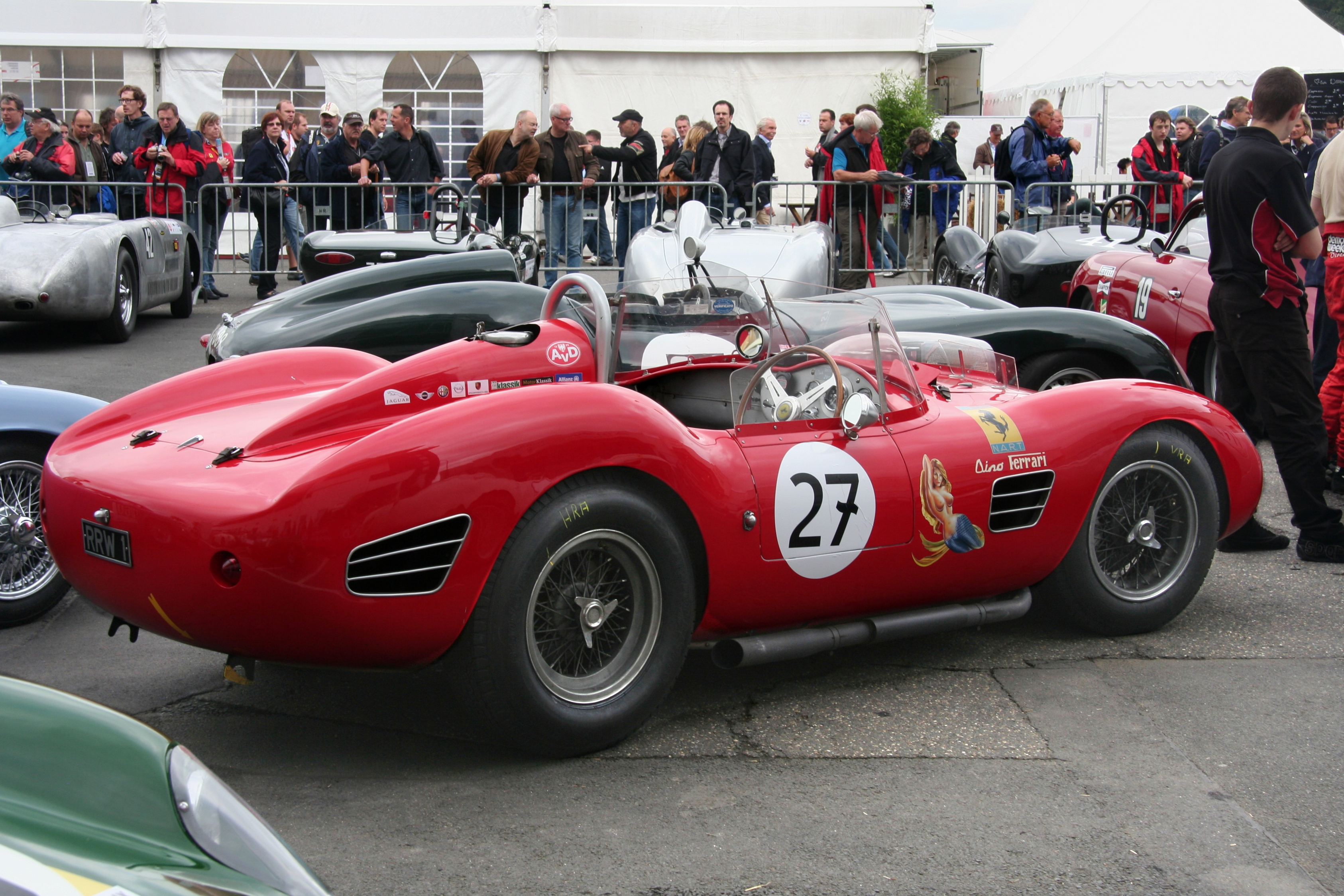

### Moteur

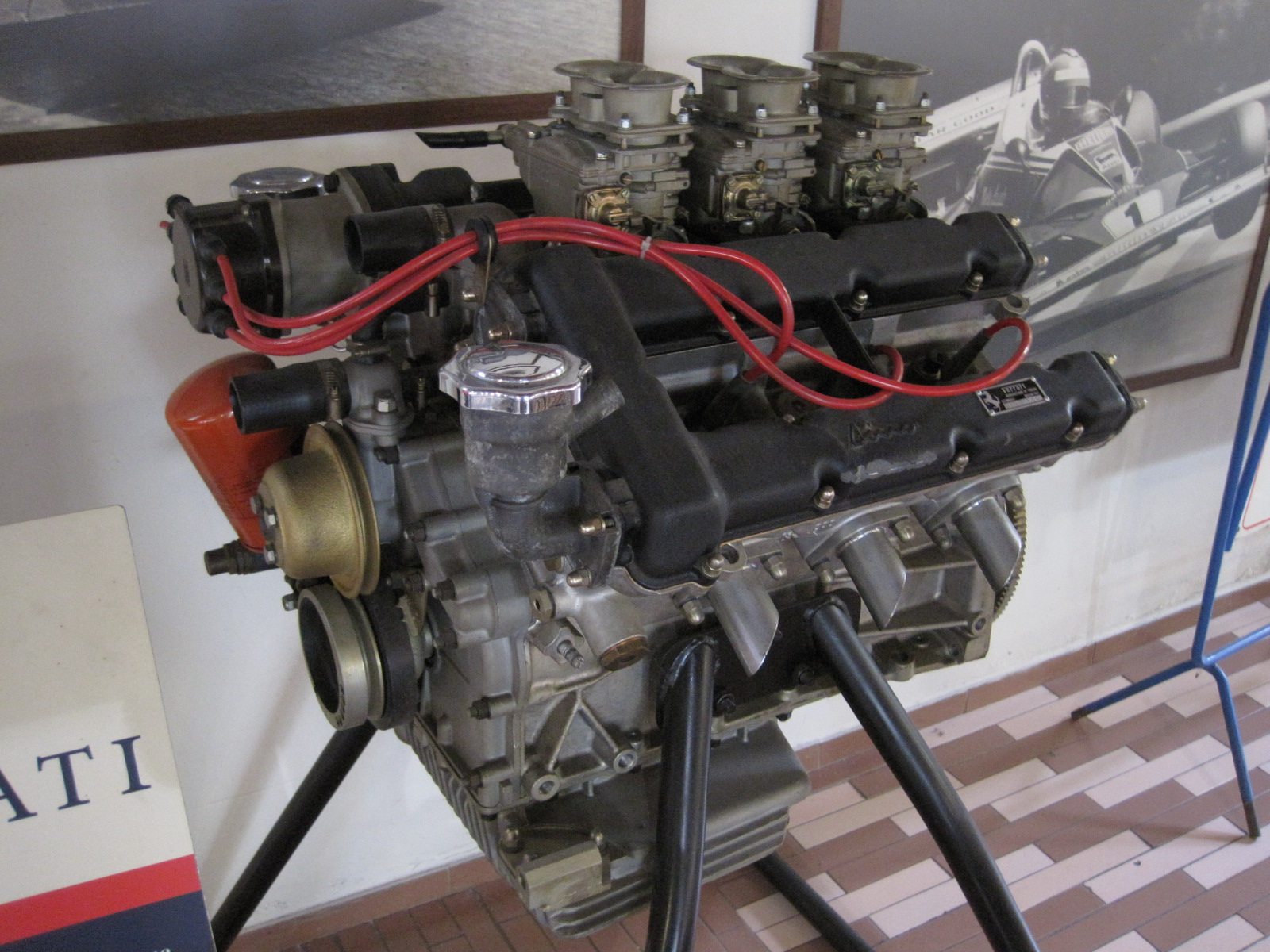
Moteur V6 Dino Ferrari

Ce moteur V6 Dino Ferrari à 65° de 1,9 L de cylindrée, à double arbre à cames en tête, avec trois carburateurs Weber, de 195 ch pour 250 km/h de vitesse de pointe, est nommé ainsi par Enzo Ferrari en souvenir posthume de son fils héritier, qui a participé à sa conception, avant de disparaître précocement à l'age de 24 ans en 1956.
Il motorise en particulier (en version 1,4 L, 2 L et 2,4 L) les Ferrari 246, et Ferrari D246 (avec Mike Hawthorn, champion du monde des pilotes de Formule 1 1958), Ferrari 156, Ferrari Dino 166 F2, Ferrari SP (en), Dino 206 S, et voitures GT Dino 206 GT, Fiat Dino, Dino 246 GT/GTS, et Lancia Stratos (multiple champion du monde de rallye)... 

### Carrosserie
Ce prototype est carrossé avec une carrosserie du designer Medardo Fantuzzi, inspirée de celle des Ferrari 250 Testa Rossa Pininfarina de 1957, à moteur V12 Colombo.

## Compétition
Ce modèle participe entre autres avec la scuderia Ferrari aux 24 Heures du Mans 1959 du Championnat du monde des voitures de sport 1959, avec un abandon au 63e tour. Enzo Ferrari le revend alors à son pilote Ferrari Luigi Chinetti, qui l'engage sans succès dans divers compétitions jusqu'en 1961, dont les 1 000 kilomètres du Nürburgring 1959 et la Targa Florio 1959...

## Voiture de collection
Le spécimen original est depuis revendu à divers propriétaires, et une douzaine de répliques ont été fabriquées, régulièrement exposées dans divers expositions de voiture de collection du monde, dont le Festival de vitesse de Goodwood 2006, ou Le Mans Classic 2010...